# Philips van Almonde (admiraal)

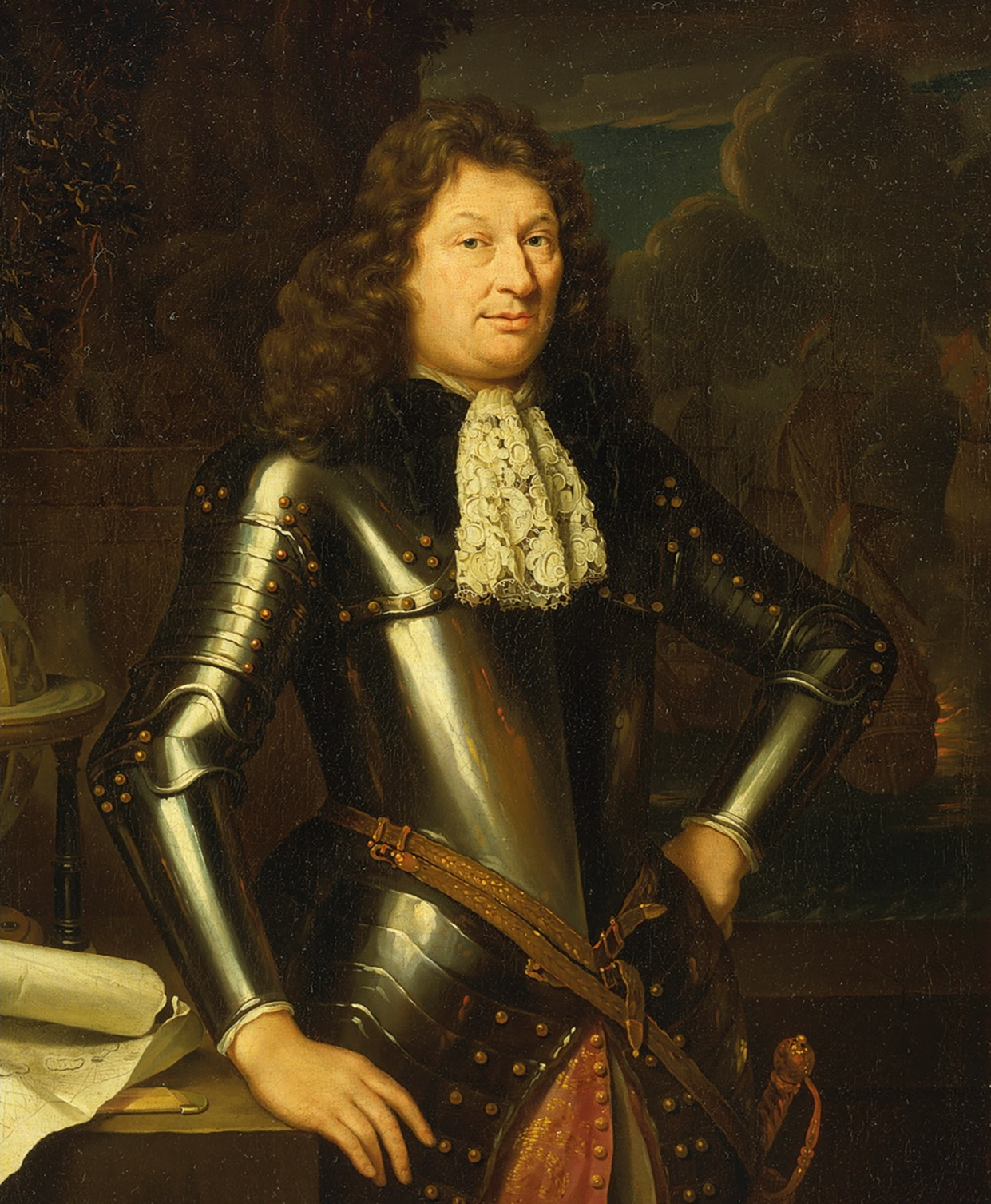
Philips van Almonde

Philips van Almonde (Den Briel, 29 december 1644 – Oegstgeest, 6 januari 1711) was een Nederlands vlootvoogd en admiraal.

## Afkomst
Hij was de zoon van Pieter Jansz van Almonde, een man uit een welvarend geslacht van bierbrouwers en apothekers, die zelf in Brielle allerlei regentenfuncties bekleedde, zoals schout, schepen en burgemeester. Pieter ging echter in 1657 al jong dood en bleek toen meer schulden dan activa na te laten.

## Actieve zeedienst

### Tweede Engelse-oorlog
Philips ging in 1661 in zeedienst als adelborst bij zijn oom Jacob Cleidijck, de kapitein van het Wapen van Dordrecht; dat jaar vertrok hij op 18 juli voor een tocht naar de Middellandse Zee. In 1664 werd hij luitenant bij de Admiraliteit van de Maze. Tijdens de Tweede Engels-Nederlandse Oorlog nam hij in 1665 voor de Slag bij Lowestoft als luitenant-commandeur het commando van het schip van zijn oom, die door ziekte geveld was over; op 14 augustus werd hij benoemd tot buitengewoon kapitein. Hij onderscheidde zich in de Vierdaagse Zeeslag. In 1667 werd hij gewoon kapitein.

### Derde Engelse-oorlog
In 1671 was hij kapitein van de Harderwijk. Tijdens de Derde Engels-Nederlandse Oorlog vocht hij als kapitein van de Wassenaar in de Slag bij Solebay, de seconde (dekkingsschip) van het vlootvlaggenschip De Zeven Provinciën, en van de Delft in de Slagen bij Schooneveld en de Slag bij Kijkduin, toen als secondant van luitenant-admiraal Cornelis Tromp. Hij kreeg een ereketen voor het afslaan van een Engelse aanval op een konvooi bij Cádiz.
Op 6 oktober 1673 werkte hij nog steeds bij de Admiraliteit van Rotterdam, benoemd tot schout-bij-nacht. Men dichtte over hem:
Almonde die voor 't land u manlijk hebt gequeten,
Uw dapperheit maekt u noch jong tot Schout-by-nacht
Gae voort op 't heldenspoor, toon soo uw' roem en macht,
dat Alle monden wijt en zijd u roem uitmeten
In de verdere Hollandse Oorlog tegen Frankrijk voerde hij op de Ridderschap van Holland in 1674 acties uit tegen de Franse westkust

### Inzet in de Oostzee en de Middellandse Zee
In 1675 volgde hij Cornelis Tromp naar de Middellandse Zee. In 1676 vocht hij op de Delft samen met Tromp, die nu Deens opperbevelhebber was, tegen de Zweden. Datzelfde jaar werd hij na de dood van Michiel de Ruyter naar de Middellandse Zeevloot gestuurd om die weer thuis te brengen, met De Ruyters gebalsemde lijk nog aan boord van de Eendragt. Daarna ging hij weer naar de Oostzee. Na 1677 was Van Almonde weinig actief; hij komt alleen nog in de stukken voor als koper van percelen grond en aandelen in handelsschepen, pakhuizen en een werf; in 1679 commandeert hij een konvooi-eskader van achttien schepen naar de Sont. In 1683 vertrekt hij om Zweden bij te staan als een oorlog met Denemarken dreigt, het kwam echter niet tot gevechten. Op 5 april 1684 werd Almonde benoemd tot viceadmiraal bij de Admiraliteit van Amsterdam. Hij hield zich eerst voornamelijk bezig met acties tegen de kapers van Algiers.

### Glorious Revolution en Negenjarige oorlog
Toen Willem III van Oranje in 1688 tijdens de Glorious Revolution de Britse Eilanden binnenviel, was Van Almonde de commandant van het derde eskader van de invasievloot. Hij was 20 september samen met Cornelis Evertsen de Jongste over de geheime plannen ingelicht; na de expeditie keerde Van Almonde al in januari 1689 terug omdat hij als Hollander liever niet onder de Zeeuw Evertsen diende. Datzelfde jaar werd onder zijn leiding een nieuw seinboek ingevoerd. In 1690 voerde hij konvooidiensten uit op de Middellandse Zee, in 1691 kruiste hij in Het Kanaal.
Op 26 maart 1692 werd hij benoemd tot luitenant-admiraal en bevelhebber van 's lands vloot, als opvolger van de overleden Cornelis Tromp. Op 29 mei 1692 commandeerde hij het Nederlandse deel, 36 schepen sterk, van de geallieerde vloot die de aanvallende Franse vloot in de Zeeslagen bij Barfleur en La Hougue versloeg. Almonde besloot daarna tot de beslissende sloepenaanval tegen de gevluchte Franse schepen in de baai van Barfleur, waarvan er vijftien vernietigd werden. In 1695 viel hij Duinkerke aan. Daarna was hij een aantal jaren inactief.

### Spaanse Successieoorlog
Op Van Almondes aanraden werd in 1702 de Spaanse zilvervloot in de Baai van Vigo aangevallen en veroverd, echter zonder al te veel profijt. Tijdens de eerste jaren van de Spaanse Successieoorlog, die duurde van 1702 tot 1713 was hij commandant van de gehele Nederlandse vloot, die indertijd samen met de Engelse marine aanvallen uitvoerde. Hij beëindigde zijn feitelijke zeedienst in 1706 vlak voor een expeditie tegen Portugal, omdat hij bij verdrag verplicht was te dienen onder een Engelse bevelhebber die lager in rang was dan hij. Na de dood van Willem III lieten de Nederlandse admiraals zich niet meer zo vernederen. Op 20 december 1708 kwam hij weer terug bij zijn oude Admiraliteit van de Maze, aangezien die als de meest eerbiedwaardige gezien werd, bekleedde hij nu de meest aanzienlijk marinefunctie, nu de admiraal-generaal overleden was.

## Laatste jaren

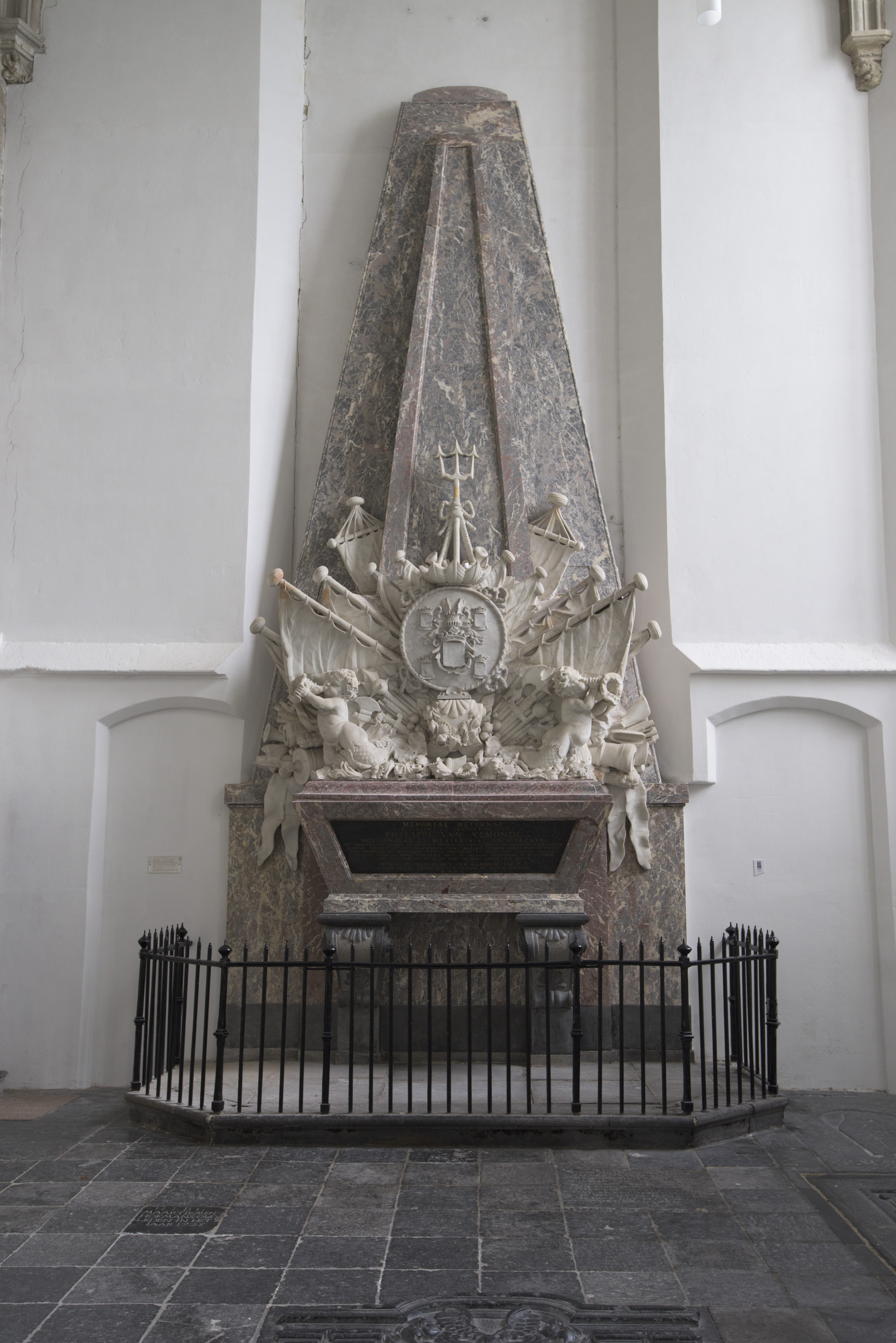
Grafmonument voor Philips van Almonde in de St Catharijnekerk te Brielle

Zijn laatste jaren bracht hij door op zijn landgoed Haaswijck bij Oegstgeest dat hij voor 32.000 gulden had aangekocht, waar hij op 6 januari 1711 overleed. Op 30 december 1712 werd hij herbegraven in de Grote of Sint-Catharijnekerk in Brielle. Hij is nooit getrouwd en er zijn geen kinderen van hem bekend.

## Vernoemingen
Er zijn bij de Nederlandse marine twee schepen vernoemd naar Van Almonde. Het eerste was een torpedobootjager die vlak voor de Tweede Wereldoorlog werd gebouwd maar door de val van Nederland nooit in dienst is genomen. In 1977 werd wederom begonnen met de bouw van een schip vernoemd naar Almonde. Het standaardfregat Hr. Ms. Philips van Almonde werd op 2 december 1981 in dienst gesteld.  